# Слиньківщина
Слинькі́вщина — село в Україні, у Зіньківській міській громаді Полтавського району Полтавської області. Населення становить 4 осіб. До 2020 орган місцевого самоврядування — Тарасівська сільська рада.

## Географія
Село Слиньківщина знаходиться за 2 км від правого берега річки Ташань, за 1,5 км від села Пірки. По селу протікає пересихаючий струмок з загатою.

## Історія
За даними на 1859 рік у власницькому та козацькому селі Зіньківського повіту Полтавської губернії, мешкало 240 осіб (121 чоловічої статі та 119 — жіночої), налічувалось 28 дворових господарств.
У Національній книзі пам'яті жертв Голодомору 1932—1933 років в Україні перелічено 59 жителів села, що загинули від голоду.
12 червня 2020 року, відповідно до розпорядження Кабінету Міністрів України № 721-р «Про визначення адміністративних центрів та затвердження територій територіальних громад Полтавської області», село увійшло до складу Зіньківської міської громади.
19 липня 2020 року, в результаті адміністративно - територіальної реформи та ліквідації Зіньківського району, село увійшло до складу новоутвореного Полтавського району Полтавської області.

## Пам'ятки
Біля села розташований ландшафтний заказник «Слиньківщина».

## Населення

### Мова
Розподіл населення за рідною мовою за даними перепису 2001 року:
| Мова       | Кількість | Відсоток |
| ---------- | --------- | -------- |
| українська | 4         | 100%     |